# شعب كهو
الكهو (/ كهو/، بالكهوارية) أو شعب شِترالي، هم مجموعة قومية لغوية هندو آرية يستوطنون منطقة شيترال وغذر في غلغت-بلتستان في باكستان. يتحدثون لغة هندو آرية تسمى الكهوار.

## التاريخ
من المحتمل أن يكون شعب الكهو من نسل أولئك الذين هاجروا إلى موقعهم الحالي في شِترال من الجنوب. في العصور القديمة، كان شعب الكهو يمارسون دينًا مشابهًا لمعتقدات قبيلة الكيلاش اليوم. أثناء حكم سلالة الشاهيون الهندوس على شِترال، يذكر نقش سنسكريتي قديم بالقرب من بارينيس في ماستوج أنه في حوالي عام 900 بعد الميلاد كان سكان شترال بوذيين، وتحت سيطرة الملك جايابال ا. في القرن الرابع عشر، اعتنق العديد من الكهو الإسلام على الرغم من ممارسة بعض العادات السابقة. فيما يتعلق بالإسلام، فإن الكهو هم في الأساس من المسلمين السنة الحنفيين على الرغم من وجود عدد كبير من المسلمين الإسماعيليين في منطقة شِترال العليا.